# Аллеган (округ)
Шаблон:StateAbbr_ 42°35′ пн. ш. 85°54′ зх. д. / 42.59° пн. ш. 85.9° зх. д.
Округ Аллеґан (англ. Allegan County) — округ (графство) у штаті Мічиган, США. Ідентифікатор округу 26005.

## Історія
Округ утворений 1831 року.

## Демографія
За даними перепису
2000 року
загальне населення округу становило 105665 осіб, зокрема міського населення було 31514, а сільського — 74151.
Серед мешканців округу чоловіків було 52730, а жінок — 52935. В окрузі було 38165 домогосподарств, 28405 родин, які мешкали в 43292 будинках.
Середній розмір родини становив 3,15.
Віковий розподіл населення поданий у таблиці:
| Стать    | До 15 років | 15-21 | 22-29 | 30-39 | 40-49 | 50-65 | 65-85 | Понад 85 |
| -------- | ----------- | ----- | ----- | ----- | ----- | ----- | ----- | -------- |
| Чоловіки | 12893       | 5444  | 4812  | 8199  | 8693  | 7709  | 4532  | 448      |
| Жінки    | 12326       | 4983  | 4647  | 8182  | 8373  | 7679  | 5814  | 931      |

## Суміжні округи
- Оттава — північ
- Кент — північний схід
- Беррі — схід
- Каламазу — південний схід
- Ван-Б'юрен — південь
- Лейк, Іллінойс — південний захід
- Кеноша, Вісконсин — захід
- Расін, Вісконсин — північний захід

## Виноски
1. ↑  US Decennial Census. US Census Bureau. Архів оригіналу за 26 квітня 2015. Процитовано 18 вересня 2014.
2. ↑  Historical Census Browser. University of Virginia Library. Архів оригіналу за 11 серпня 2012. Процитовано 18 вересня 2014.
3. ↑  Population of Counties by Decennial Census: 1900 to 1990. US Census Bureau. Архів оригіналу за 15 лютого 2015. Процитовано 18 вересня 2014.
4. ↑  Census 2000 PHC-T-4. Ranking Tables for Counties: 1990 and 2000 (PDF). US Census Bureau. Архів оригіналу (PDF) за 18 грудня 2014. Процитовано 18 вересня 2014.
5. ↑  State & County QuickFacts. US Census Bureau. Архів оригіналу за 7 липня 2011. Процитовано 26 серпня 2013. [Архівовано 2011-07-07 у Wayback Machine.](англ.) Наведено за англійською вікіпедією.
6. ↑  American FactFinder. Бюро перепису населення США. Архів оригіналу за 26 лютого 2012. Процитовано 31 січня 2008. [Архівовано 2008-05-21 у Wayback Machine.]

| США | Це незавершена стаття з географії США. Ви можете допомогти проєкту, виправивши або дописавши її. |